# 大鶴村 (山梨県)
大鶴村（おおつるむら）は山梨県北都留郡にあった村。現在の上野原市中心部の西方一帯にあたる。

## 地理
- 河川：鶴川、仲間川

## 歴史
- 1872年（明治5年）1月 - 都留郡大倉村、大曽根村、大椚村及び鶴川村が合併して、大鶴村が発足する。
- 1878年（明治11年）7月22日 - 郡区町村編制法の施行により、大鶴村が北都留郡の所属となる。
- 1889年（明治22年）7月1日 - 町村制の施行により、大鶴村の区域をもって、大鶴村が発足する。
- 1955年（昭和30年）4月1日 - 上野原町、棡原村、西原村、島田村、大鶴村、巌村、甲東村及び大目村が合併して、改めて上野原町が発足する。

## 交通

### 道路
現在は旧村域を中央自動車道が通過するが、当時は未開通。